# Dadès
Cette page contient des caractères tifinaghs. En cas de problème, consultez Aide:Unicode ou testez votre navigateur.
Assif Dadès (en tamazight ⴰⵙⵉⴼ ⵏ ⴷⴰⴷⵙ) est un cours d'eau marocain et un affluent du fleuve Drâa.

## Hydrologie

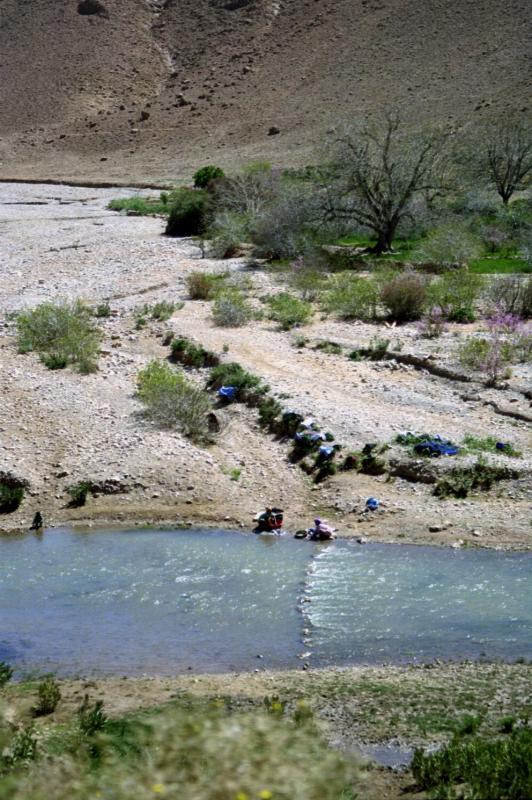
Gorges du Dadès.

Ses eaux issues de la haute vallée de Msemrir traversent les célèbres gorges du Dadès, irriguent Boumalne, reçoivent celles de l'assif M'Goun à El Kelaa puis se joignent à l'oued Ouarzazate au lac Mansour Eddehbi pour former celui du Drâa. Sa vallée sépare les massifs du Haut Atlas central et du djebel Saghro. La vallée suit le cours de l'oued et des cultures maraîchères sont présentes dans toute la vallée (pommiers à Msemrir) (luzerne pour le bétail, orge, blé, amandiers, dattiers et figuiers).